# كارمين لوزانو
كارمين لوزانو (بالإسبانية: Carmen Lozano)‏ هي ممثلة إسبانية، ولدت في 1930 في إسبانيا، وتوفيت في 2009.

## وصلات خارجية
- كارمين لوزانو على موقع IMDb (الإنجليزية)
- كارمين لوزانو على موقع قاعدة بيانات الفيلم (الإنجليزية)